# 23 квітня
23 квітня — 113-й день року (114-й у високосні роки) в григоріанському календарі. До кінця року залишається 252 дні.

## Свята і пам'ятні дні

### Міжнародні
- Всесвітній день книги та авторського права. ЮНЕСКО обрала цю дату з огляду на її символічність для світової літератури. Адже саме цього дня померли Сервантес і де ля Вега, народився Моріс Дрюон. Традиція святкування Дня книжки народилася у Каталонії, де 23 квітня на День Юрія традиційно дарували троянду за кожну куплену книжку. Сьогодні Всесвітній день книжки святкують у 190 країнах світу.
- ООН: Міжнародний день англійської мови. Встановлений ООН на честь дня смерті Вільяма Шекспіра.
- ООН: Міжнародний день іспанської мови. Встановлений ООН на честь дня смерті Мігеля Сервантеса.

### Національні
- Україна: Всеукраїнський день психолога
- Туреччина: День національного суверенітету.
- Велика Британія,  Канада,  Ньюфаундленд: День святого Георгія (St. George's Day; див. ще: 6 травня; тюркський: Хидирлез)
- Бермудські острови: День перцю
- США, штати Алабама, Джорджія, Міссісіпі: День героїв Конфедерації
- Ізраїль: Йом Ха-Зікарон, День пам'яті вояків, які загинули у війнах Ізраїлю

### Релігійні

#### Християнство
- День Святого Георгія.

### Іменини
✙ Православні: Юрій, Олександра, Анатолій

✝  Католицькі: Адальберт (Войтех), Юрій

## Події
- 215 до н. е. — у Римі на Капітолійському пагорбі на згадку про поразку у битві при Тразименському озері відкрили храм Венери, який невдовзі став місцем поклоніння гетер (через що 23 квітня римляни почали вважати днем повій)
- 303 — за наказом римського імператора Діоклетіана в Палестині відрубали голову Георгію Переможцю, який пізніше був канонізований церквою
- 971 — візантійські війська взяли в облогу Доростол (нині Силістрія), в якому оборонялися русичі на чолі з Святославом
- 997 — біля Гданська вбитий єпископ Праги, проповідник Адальберт, пізніше канонізований церквою
- 1014 — після переможного завершення битви проти військ князя вікінгів Ситрика, що спирався на владу скандинавських інтервентів, шатро Великого князя Ірландії Браяна Бору було атаковане групою відступаючих вікінгів і князь був убитий разом із синами. Перемога біля Клонтарфа (поблизу Дубліна) назавжди підірвала могутність скандинавів в Ірландії, але сама країна по смерті Браяна, котрий підкорив більшу частину острова, на довгі роки стала роздробленою
- 1169 — владу в Єгипті захопив Салах ад-Дін
- 1185 — попри затемнення сонця, князь новгород-сіверський Ігор разом з братом Всеволодом виступив у похід проти половців
- 1229 — війська короля Кастилії Фернандо III захопили місто Касерес
- 1348 — англійський король Едуард III засновує орден Підв'язки
- 1533 — англіканська церква розриває шлюб між Катериною Арагонською та англійським королем Генріхом VIII
- 1633 — граф Аксель Оксеншерна, державний канцлер Швеції, а після смерті короля Густава ІІ Адольфа — регент королеви Христини, підписав у Гайльбронні союз з протестантськими правителями південно-західних земель Німеччини і очолив Протестантську лігу
- 1635 — в Бостоні заснована перша в США публічна школа
- 1656 — собор церковних ієрархів Московського царства постановив відлучати від церкви всіх, хто хреститься двома перстами
- 1662 — Коннектикут проголошено Британською колонією
- 1772 — капітуляцією Кракова перед австрійськими військами, які виступали на боці Росії, закінчилась «Барська конфедерація»
- 1851 — вийшла в обіг перша поштова марка Канади. Її автором був інженер сер Сендфорд Флемінг, творець залізничної мережі Канади і автор ідеї введення часових поясів
- 1867 — британська королева Вікторія і французький імператор Наполеон III відхилили план будівництва тунелю під Ла-Маншем
- 1896 — у Нью-Йорку відбувся перший в Америці кіносеанс
- 1907 — Джек Лондон вирушив у навколосвітню подорож на двощогловому судні
- 1916 — ірландські революціонери зайняли ключові будівлі в Дубліні і проголосили незалежність Ірландії від Британської корони
- 1918 — проголошений декрет РНК РРФСР «Про націоналізацію зовнішньої торгівлі», який встановлював жорстку державну монополію зовнішньої торгівлі
- 1918 — Українська Центральна Рада зобов'язалась поставляти кайзерівській Німеччині продовольство для потреб армії
- 1920 — у новій столиці Туреччини Анкарі відбулось перше засідання Великої Національної Асамблеї — національного парламенту недавно проголошеної республіки
- 1920 — в Антверпені розпочався перший олімпійський турнір з хокею з шайбою
- 1921 — Чехословаччина і Румунія підписали союзницьку угоду, котра стала продовженням договору про оборонний союз між Чехословаччиною і Королівством сербів, хорватів і словенців. Нова союзницька система отримала назву «Мала Антанта»
- 1923 — наскочив на скелю і затонув португальський пароплав «Моссамедес», 220 осіб загинули
- 1928 — Верховний Суд Канади постановив, що жінки не є «персонами» (фізичними особами)
- 1932 — на батьківщині Вільяма Шекспіра місті Стретфорд-на-Ейвоні відкрився Королівський Шекспірівський театр, котрий регулярно проводить шекспірівські фестивалі
- 1938 — першим президентом Естонії обрано Костянтина Пятса
- 1941 — принца Нородома Сіанука обрано королем Камбоджі
- 1941& — капітуляція Греції в Другій світовій війні
- 1942 — у відповідь на руйнацію британською авіацією німецького порту Любек, здійснену 28 березня з метою «підняття бойового духу британських льотчиків», німецьке командування розпочало так звані «рейди Бедекера» і завдало бомбового удару по «середньовічним центрам Британії», що привело до загибелі більше тисячі мирних жителів у Йорку, Нориджі і Ексетері і знищення ряду пам'яток архітектури
- 1948 — ізраїльські війська в ході арабо-ізраїльської війни відбили у палестинців морський порт Хайфу
- 1950 — війська Чан Кайші повністю евакуювалися з континентального Китаю, залишивши країну під владою комуністів на чолі з Мао Цзедуном. Намагаючись протиставити режим Чан Кайші в проголошеній у березні на острові Тайвань Китайській Республіці комуністичному уряду в Пекіні, США практично одразу почали надавати Тайваню інтенсивну економічну, політичну і військову підтримку
- 1954 — в НБА введено правило 24 секунд, протягом яких команда, що володіє м'ячем, має виконати кидок по кільцю
- 1956 — відбувся перший концерт Елвіса Преслі в Лас-Вегасі, штат Невада
- 1957 — утворена науково-дослідницька станція «Північний полюс-7» під керівництвом В. А. Вєдєрнікова та Н. А. Бєлова
- 1959 — створено Спілку журналістів України
- 1962 — у США запущено космічну станцію «Ranger-4», котра 26 квітня 1962 року досягла поверхні Місяця
- 1964 — заснована фірма грамофонних платівок «Мелодія» (нині державне підприємство «Фірма Мелодія»)
- 1965 — виведено на орбіту перший радянський супутник зв'язку «Молнія-1»
- 1968 — перші десяткові монети Британії 5 пенсів і 10 пенсів передані на підготовку до переходу на десяткову систему
- 1969 — Серхана Серхана, убивцю сенатора Роберта Кеннеді (брата покійного президента США Джона Кеннеді), засуджено до страти. Пізніше смертний вирок було замінено на довічне ув'язнення
- 1971 — група «Rolling Stones» випускає альбом «Sticky Fingers»
- 1974 — на острові Балі (Індонезія) зазнав катастрофи авіалайнер Boeing 707 компанії Pan American, в результаті якої загинуло 107 осіб
- 1975 — у Києві відкрився Музей книги та друкарства України (до липня 2000 р. — Державний музей книги і друкарства України; заснований 1972 року)
- 1982 — розпочався продаж комп'ютера ZX Spectrum
- 1985 — квітневий Пленум ЦК КПРС, на котрому був проголошений курс на проведення перебудови
- 1985 — перший у Китаї ресторан «Макдональдз» відкрився в Пекіні
- 1985 — компанія «Coca-Cola» з помпою і масованою рекламою оголосила про зміну використовуваної вже 99 років секретної формули напою. Однак нова Кока була настільки непопулярною, що згодом компанії довелось повернутись до класичного варіанту напою
- 1986 — розпочались перші після Другої світової війни регулярні пасажирські рейси дирижаблів, коли повітряне судно «SkyShip 500-02» компанії «Ершіп Індастріз» чотири рази на день почало виконувати екскурсійні польоти над Лондоном
- 1990 — 76 % мешканців Карл-Маркс-Штадта (Німеччина) проголосували за повернення місту його попередньої назви Хемніц
- 1990 — Намібія стає 160-м членом ООН і 50-м членом Британської Співдружності
- 1991 — парламент України прийняв закон про свободу совісті
- 1991 — під час зустрічі в Ново-Огарьово президентом СРСР Михайлом Горбачовим і керівниками 9 республік підписана заява про принципи нового союзного договору
- 1992 — у Пекіні відкрито найбільший ресторан світової мережі «Макдональдз» (на 700 місць)
- 1993 — в Еритреї під егідою ООН відбувся референдум, в ході якого більшість мешканців проголосували за незалежність Еритреї від Ефіопії
- 1996 — у пам'ять померлих в цей день у 1616 році письменників світового масштабу Мігеля Сервантеса, Вільяма Шекспіра і Інки Гарсіласо де ла Веги ЮНЕСКО оголосила 23 квітня Всесвітнім днем книги
- 2001 — компанія «Intel» представила свій новий процесор «Pentium 4»
- 2005 — в YouTube було опубліковано перше відео з назвою «Я в зоопарку»[2]
- 2007 — у багатьох країнах світу за ініціативою ООН розпочався глобальний тиждень безпеки дорожнього руху
- 2014 — засновано 2-й батальйон спеціального призначення НГУ «Донбас»

## Народились
Дивись також Категорія:Народились 23 квітня
- 1516 — Георг Фабрициус, німецький історик, філолог і поет.
- 1693 — Вільям Кеслон, англійський гравер, типограф. Розроблені ним шрифти стали основою малюнка багатьох сучасних.
- 1775 — Вільям Тернер, англійський художник, аквареліст та графік. Британський майстер романтичного живопису.
- 1804 — Марія Тальоні, балерина, якій мистецтво балету завдячує танцями на пуантах.
- 1805 — Йоґан Карл Фридрих Розенкранц, німецький філософ. Дядько німецького математика і астронома Рудольфа Лемана-Фільгеса (1854—1914).
- 1857 — Руджеро Леонкавалло, італійський композитор.
- 1858 —
- 1858 — Етель Сміт, англійська композиторка, одна з лідерок суфражистського руху.
- 1858 — Макс Планк, німецький фізик, основоположник квантової теорії.
- 1875 — Уемура Сьоен, японська художниця.
- 1884 — Іван Шмальгаузен, український і російський біолог, зоолог, теоретик еволюційного вчення, організатор науки, академік АН СРСР (1935).
- 1891 — Сергій Прокоф'єв, український і радянський композитор, автор 8 опер, 7 балетів, 7 симфоній.
- 1918 — Моріс Дрюон, французький письменник.
- 1919 — Енн Байденс, американська благодійниця продюсер, довгожитель. Одружена з Кірком Дугласом. Мачуха Майкла Дугласа.
- 1920 — Григорій Тютюнник, український письменник-прозаїк і поет, старший брат письменника-прозаїка Григора Тютюнника.
- 1942 — Сандра Ді, американська телеактриса українського походження.
- 1979 — Лаурі Юльонен, вокаліст, лідер і автор більшості пісень фінського рок-гурту The Rasmus, а також сольний виконавець.
- 2018 — Принц Луї Кембриджський, член британської королівської сім'ї, правнук королеви Єлизавети II.

## Померли

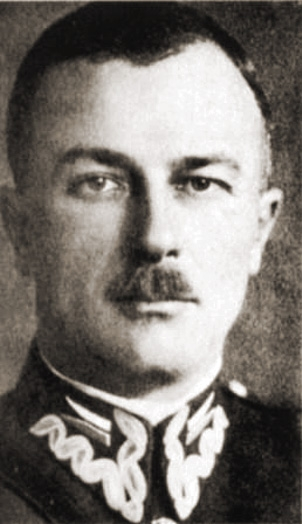
Петро Дяченко

Дивись також Категорія:Померли 23 квітня
- 1616 — Мігель де Сервантес, іспанський письменник.
- 1616 — Вільям Шекспір, англійський поет епохи Відродження.
- 1785 — Маблі, французький філософ, історик і дипломат. Рідний брат філософа Кондільяка і двоюрідний брат філософа-енциклопедиста, фізика, математика д'Аламбера.
- 1825 — Фрідріх Мюллер, німецький поет і живописець.
- 1850 — Вільям Вордсворт, англійський поет-романтик, видатний представник «озерної школи».
- 1922 — Влахо Буковац, хорватський художник, працював у стилях імпресіонізму та постімпресіонізму.
- 1933 — Володимир Пухальський, український піаніст білоруського походження, композитор, педагог, музичний діяч. Перший ректор Київської консерваторії.
- 1938 — Василь Таїров, вірменський вчений, фахівець з виноградарства та виноробства, професор.
- 1965 — Петро Дяченко, командир полку Чорних Запорожців і командир 2-ї дивізії Української національної армії, генерал-хорунжий УНА в екзилі.
- 1996 — Памела Ліндон Треверс, англійська письменниця.
- 2011 — Оґа Норіо, японський підприємець, президент (від 1982) і голова ради директорів (1989—1995) компанії Sony